# Aidhab
Aidhab (auch Aydhab; arabisch عيذاب, DMG ʿAiḏāb) war im Mittelalter eine Hafenstadt am Roten Meer.

## Lage
Der Ort lag östlich von Assuan, an der heutigen ägyptisch-sudanesischen Grenze, 20 Kilometer nördlich des heutigen Dorfes Halaib, das im umstrittenen Gebiet des Hala’ib-Dreieck liegt. Die Umrisse der Wohnstadt sind durch Satellitenaufnahmen einigermaßen bekannt, Reste von Hafenanlagen sind auf diesen Bildern nicht zu sehen. Die Siedlung umfasste etwa 1,5 Quadratkilometer zwischen niedrigen Hügeln an der Korallenküste. Ein Stadtteil mit Häusern aus Korallenkalk in der Nähe des Hafens ließ sich von einem Siedlungsbereich mit einfacheren Häusern von sesshaft gewordenen Nomaden unterscheiden. Die Steingebäude umgaben Innenhöfe, ebenso wie in den anderen Hafenorten Badi und Dhalak Kebir. Die Friedhöfe im Norden und Süden des Ortes waren größer, als es der lokale Bedarf hätte erwarten lassen.

## Geschichte
Für das 5. Jahrhundert ist für Aidhab oder den wenige Kilometer nördlich gelegenen alten Hafen Berenike ein Bischof Nabis in literarischen Quellen nachweisbar. Damit hätte das Christentum hier ein Jahrhundert früher als im Landesinnern Unternubiens Fuß gefasst. Im Mittelalter war Aidhab, dank der günstigen Lage gegenüber von Dschidda, einer der Haupthäfen für afrikanische Pilger auf dem Weg nach Mekka. Ein weiterer Hafenort etwas weiter südlich war Badi, dessen Blütezeit zwischen der Mitte des 7. und der Mitte des 12. Jahrhunderts lag. Aidhab war der Endpunkt einer Karawanenroute und diente als Hafen für den Handel mit Jemen, Indien und dem Fernen Osten. Der kleine Ort erlebte ab der zweiten Hälfte des 11. Jahrhunderts einen Aufschwung, als durch die Kreuzritter die Landwege nach Mekka immer unsicherer wurden und diese den Sinai besetzt hatten. Ausfuhrgüter waren Baumwolle, Datteln, Zucker und Glas. Aus dem Osten wurden Gewürze, Perlen und chinesisches Porzellan importiert. Aidhab soll mehrmals geplündert worden sein.
Um 1180 beschreibt Ibn Dschubair (1145–1217) Aidhab in seinem Tagebuch als einen Ort, wo alles eingeführt werden muss, sogar das Wasser. Die Lebensbedingungen seien hart. „Wir lebten in einer Luft, die den Körper schmelzen ließ, und tranken Wasser, das den Magen vom Appetit ablenkte“. Der Aufenthalt in dieser Stadt sei die schlimmste Prüfung auf dem Weg nach Mekka. Obwohl die Bevölkerung in Aidhab durch die Mekka-Pilger eine Menge Annehmlichkeiten genieße, verhalte sie sich ihnen gegenüber höchst ungerecht. Sie kenne keine Religion außer dem Lippenbekenntnis zur Einheit Gottes. „Sie sind ein sittenloses Volk, und es ist keine Sünde, sich in Flüchen über sie zu ergehen.“
Die Stadt war im 12. Jahrhundert durch die Goldminen des nahegelegenen Wadi Allaqi, durch Handel und als Pilgerstation wohlhabend. Ibn Dschubair beschrieb die Bedscha-Einwohner als „schwarzes Volk, das die Berge bewohnt“, mit Kamelen auf wasserlosen Routen unterwegs sei und alte Kunstschätze rauben würde. Im 13. Jahrhundert waren die Goldvorräte nahezu erschöpft, es war die Zeit von Kämpfen zwischen verschiedenen arabischen Volksgruppen.
Eine weitere Schilderung der „sittenlosen“ Zustände gab der marokkanische Pilger al-Qasim ibn Yusuf at-Tugibi as-Sabti († 1329), der mit seiner Reisegruppe von Kairo mit dem Schiff nilaufwärts bis Qus fuhr, die Wüste bis zum Roten Meer durchquerte und 1297 Aidhab als Hafen für die Überfahrt in den Jemen benutzte. Diese Reiseroute wurde nach 1360 zugunsten des Seeweges entlang des Roten Meeres aufgegeben. Al-Qasim fand die Umgebung des kleinen Ortes wüstenartig karg, schlechtes Trinkwasser wurde aus einer einzigen Zisterne geholt. Die Einwohner seien bis auf ein blaues Stück Stoff unbekleidet. Es gab einen von den ägyptischen Mamluken eingesetzten Statthalter und einen zweiten, der von den Herrschern von Sawakin ernannt war. Beide teilten sich die Tributzahlungen der Reisenden.
Aidhab wurde von Ibn Battūta (1304–1368/1377) als groß und gut mit Lebensmitteln versorgt beschrieben. Anders als bei Ibn Dschubair heißt es, Aidhab sei von den Bujah bewohnt, ein schwarzhäutiges Volk, das sich in gelbe Tücher hüllen und Stirnbänder tragen würde, wobei die Stadt zu einem Drittel zwischen dem Sultan von Ägypten und zu zwei Dritteln dem König der Bedscha aufgeteilt sei. Wenig später beschrieb der ägyptische Historiker al-Maqrīzī († 1442) den glühendheißen Ort mit Abscheu und setzte die Einwohner wilden Tieren gleich.
Der Ort verlor im Laufe des 14. Jahrhunderts seine Stellung als wichtiger Hafen an Sawakin. Einmal wurde die Seereise auf dem Roten Meer als weniger gefährlich eingeschätzt als zuvor und war weniger beschwerlich als die erwähnte Wüstendurchquerung, zum anderen wurde das von Bedscha kontrollierte Sawakin bevorzugt, da es außerhalb des mamlukischen Einflussgebietes lag. Der Mangel an ausreichend sauberem Trinkwasser in der Umgebung mag ein weiterer Grund gewesen sein. 1426 wurde der Ort von Sultan Barsbay zerstört. Es war die Rache für Angriffe der Bewohner auf Karawanenrouten der Mamluken, wie sie bereits Ibn Battuta geschildert hatte.